# EHF Liga prvaka 2000./01.
Ovo je 41. izdanje elitnog europskog klupskog rukometnog natjecanja. 16 momčadi je raspoređeno u četiri skupine po četiri. Prve dvije momčadi iz svake idu u četvrtzavršnicu.

## Turnir

### Poluzavršnica
- THW Kiel -  Barcelona 28:24, 28:33
- SDC San Antonio -  Celje Pivovarna Laško 30:28, 32:29

### Završnica
- Barcelona -  SDC San Antonio 24:30, 25:22

- europski prvak:  SDC San Antonio (prvi naslov)

## Vanjske poveznice
- Opširnije